# Anne Herbauts
Anne Herbauts, née le 27 décembre 1975 à Uccle (région de Bruxelles-Capitale), est une artiste belge francophone, illustratrice, peintre, et autrice de littérature jeunesse.

## Biographie
Anne Herbauts naît le 27 décembre 1975 à Uccle,,, sa mère est « spécialiste de grammaire comparée des langues indo-européennes » et son père enseigne la géologie et la botanique. Elle déménage en 1994 à Bruxelles, à l'âge de 19 ans, pour intégrer l'Académie royale des beaux-arts, section illustration et bande dessinée. Elle s'y forme durant quatre ans avec les professeurs Anne Quévy et Bruno Goosse.
Plus tard, elle assure quelque temps les cours en qualité d'assistante et puis de professeur dans ce même atelier.
Elle est lauréate de plusieurs prix en France et en Belgique, et par deux fois de la "Mention" Prix Fiction à la Foire du livre de jeunesse de Bologne : en 1999 pour Que fait la lune, la nuit ? qu'elle a écrit et illustré, et en 2010 pour l'ouvrage qu'elle a illustré Ici Londres, de Vincent Cuvellier.
En 2003 elle obtient le prix Baobab au Salon du Livre de Montreuil, pour son ouvrage Et Trois Corneilles....
Pour son album Lundi, elle figure dans la « Liste d'honneur 2006 » catégorie Illustration, de l'Union internationale pour les livres de jeunesse. En 2012 elle est récompensée du Prix Sorcières pour De quelle couleur est le vent ?.
Son œuvre se fait remarquer tôt par la critique ; le magazine Le Matricule des anges relate ses travaux en 2001, alors qu'elle n'a que 26 ans, et écrit en 2003 : « Anne Herbauts n'écrit pas et ne dessine pas pour les enfants. Elle le fait pour l'enfance. [...] Lire Anne Herbauts c'est changer d'état, c'est entrer dans un temps ralenti, redevenir embryon, mais embryon du cœur. »
En 2021, elle est lauréate du Grand Prix triennal de littérature jeunesse de la Fédération Wallonie-Bruxelles, pour l'ensemble de son œuvre.
En 2024, elle est sélectionnée pour la dixième année pour le prestigieux prix international suédois, le Prix commémoratif Astrid-Lindgren,,.
Ses albums sont traduits dans plusieurs langues, notamment en espagnol, anglais, italien, portugais, néerlandais, allemand, coréen, chinois et japonais.
Elle vit à Bruxelles.

## Œuvre
Anne Herbauts préfère dire qu'elle « fabrique » des livres plutôt que les écrire. Elle indique en 2009 :

« Je ne suis ni dans le texte ni dans l'image mais entre les deux. J'écris en faisant des collisions de textes et d'images. Quand je construis un livre, parce qu'il faut le penser comme on fabrique un objet, l'histoire se passe dans le texte, dans l'image, mais surtout dans l'assemblage des pages, et c'est là toute la beauté et la puissance du livre. »

En effet, elle pense ses livres avant tout comme des objets, afin d'exprimer au mieux son univers poétique aux mille questions existentielles.
En 2002, son éditeur Casterman lui propose d'illustrer un classique de la littérature jeunesse ; elle choisit Alice au pays des merveilles de Lewis Carroll, et travaille à une nouvelle traduction en français de l'ouvrage en langue anglaise. Elle dit à ce propos : « Comme si la statue de Lewis Caroll se dressait devant nous et que nous donnions de petits coups de pioche jusqu’à ce qu'il ne reste plus qu’un amas de matière à partir duquel, là, nous pourrions commencer à travailler ».
Dans son ouvrage théorique Album[s], Sophie Van der Linden tient Anne Herbauts comme une des pionnières du livre-objet, en tant qu'album de création. Jusqu'alors, les systèmes qu'elle emploie étaient principalement réservés au livre animé. Ce qui était pensé pour être un jouet, un divertissement, ou une performance optique, est devenu, avec Anne Herbauts, un moyen d'exprimer un propos, au même titre que le texte et l'image. Béatrice Kahn dans un article du magazine Télérama sur Anne Herbauts en 2014 écrit : « elle élabore un livre sans oublier qu'il est d'abord un objet entre les mains et une histoire qui avance, c'est-à-dire du temps. Et parce qu'elle est peintre, mais aussi écrivain. ». Elle ajoute : « Anne Herbauts ne veut rien expliquer aux enfants, juste les faire réfléchir. Temps, disparition, amour, infini, bonheur... ses livres philosophent et poétisent, ils n'éduquent pas. Ils ne sont pas difficiles, mais demandent de l'attention. Avec leur fin sans morale et leur chute ouverte, ils laissent chacun libre de partir plus loin. »
Pour son album Lundi, paru aux éditions Casterman en 2004, Anne Herbauts demande à son éditeur, « d’une part, de pouvoir utiliser toujours le même papier, blanc, et d’en faire diminuer le grammage au fil des pages, et d’autre part, de rendre le livre tactile par l’embossage du papier ». La couverture est découpée pour exprimer le vide et l'absence, des empreintes palpables figurent le personnage disparu, et le grammage du papier décroit pour parler de la disparition ; elle explique : « Dans cet ouvrage la perte du personnage est signifiée par la perte de la matière même du livre, le papier ». L'expérience de la lecture y est donc visuelle et tactile. Elle indique en 2005 : « Pour moi l’espace offert par l’objet livre est un espace de jeu et d’expérimentation, de liberté aussi. » L'album Lundi figure dans la « Liste d'honneur 2006 » catégorie Illustration, de l'Union internationale pour les livres de jeunesse, et dans la « Bibliothèque idéale » du Centre national de la littérature pour la jeunesse (BnF).
Dans Les Moindres Petites Choses, paru en 2008, Anne Herbauts travaille sur les rabats, afin de créer un album où les doubles pages se déploient en triptyques,, et ainsi exprimer le débordement et le gigantisme ressenti par son personnage, Madame Avril. Pour cet ouvrage, elle reçoit le Prix Libbylit 2009 et le Grand prix de l'illustration 2009.
En 2018 paraissent plusieurs albums dont elle est auteure - illustratrice, dont Broutille, sur lequel Béatrice Kahn dans son avis critique de Télérama écrit : « Avec une délicatesse aussi affûtée que son crayon, Anne Herbauts sait dire les choses importantes sans jamais forcer, sait bouleverser sans jamais s’appesantir. » ; ou Une histoire grande comme la main ; ou encore Il va pleuvoir, l'histoire des deux hérissons Nils et Nour qui partent expolorer le monde, dans « un conte qui ne donne pas de leçon mais dit à mots couverts que la beauté du monde se montre à qui sait s’y risquer. » selon Télérama.
 Je ne suis pas un oiseau est publié en 2019, « un voyage graphique et poétique, qui aborde avec délicatesse le thème de l’exil et des migrations », toujours selon Béatrice Kahn.
La même année, elle commence sa série jeunesse Matin Minet, avec le premier opus Le Point du jour. Suivront Les Cailloux en 2020, À l'intérieur en 2021 et Grandeur Nature en 2024.
Pour l'ensemble de son œuvre, elle est lauréate du Grand Prix triennal de littérature jeunesse de la Fédération Wallonie-Bruxelles 2021,.
En 2022, elle obtient pour la seconde fois le Prix Libbylit, décerné par l'IBBY, pour son album Quand Hadda reviendra-t-elle ?, publié l'année précédente. L'ouvrage porte sur « l'absence et le deuil ».
En 2023 est publié son livre-jeu Miettes moineau ribouldingue. Pour l'avis critique de Télérama : « Avec cet album, prolongement très réussi d’une exposition jeu qu’elle a conçue avec les éditions Esperluète, elle semble vouloir jouer avec son propre imaginaire et inviter le lecteur joueur à la suivre ».
L'album Où il est question de main et de météore sort en 2024, un « objet-livre aux mille délicatesses,  où elle confie, aux plus grands cette fois-ci, les secrets de son art » pour Télérama.

## Quelques prix et distinctions
- 1999 :  "Mention" Prix Fiction, Foire du livre de jeunesse de Bologne[6] pour Que fait la lune, la nuit ? ;
- 2003 :  Prix Baobab[9] pour Et trois corneilles... ;
- 2006 : (international) « Liste d'honneur » catégorie Illustration, de l'Union internationale pour les livres de jeunesse[10] pour Lundi ;
- 2007 :  Prix Pitchou[9] pour Petites Météorologies ;
- 2009 : 
  -  Prix Libbylit[21] délivré par l' IBBY, pour Les Moindres Petites Choses ;
  -  Grand prix de l'illustration[22] pour Les Moindres Petites Choses ;
- 2010 :  "Mention" Prix Fiction, Foire du livre de jeunesse de Bologne[8] pour Ici, Londres, sur un texte de Vincent Cuvellier ;
- 2012 :  Prix Sorcières[9] pour De quelle couleur est le vent ? ;
- 2021 :  Grand Prix triennal de littérature jeunesse de la Fédération Wallonie-Bruxelles[13],[14] pour l'ensemble de son œuvre ;
- 2022 : 
  -  Prix Libbylit[21] délivré par l'IBBY, catégorie album belge, pour Quand Hadda reviendra-t-elle ?
  -  Sélection Prix Sorcières[30] Catégorie Carrément beau mini pour Comment on fait les bébés ours
- 2014, et 2016 à 2024 :  Sélections (au nombre de 10) pour le Prix commémoratif Astrid-Lindgren[15],[16],[17]

Plusieurs de ses ouvrages font partie de la « Bibliothèque idéale » du  Centre national de la littérature pour la jeunesse (BnF), dont Vague (1999), Lundi (2004) et Petites météorologies (2006).

## Publications

### Autrice et illustratrice

#### Années 1990 et 2000
- Boa, Casterman, 1997 ; réédition, 2005
- Edouard et Armand, Casterman, 1997 ; réédition 2005
- Que fait la lune, la nuit ?, Casterman, 1998  "Mention" Prix Fiction, Foire du livre de jeunesse de Bologne 1999[6]
- Allons voir plus loin, Casterman, 1998
- Pataf a des ennuis, Casterman, 1999
- Le Petit Souci, Casterman, 1999
- Vague, Grandir, 1999  « Bibliothèque idéale » du Centre national de la littérature pour la jeunesse (BnF)[20]
- À la plage, Casterman, 1999
- La Maison bleue,, Casterman, 2000
- L'Heure vide, Casterman, 2000
- L'Arbre merveilleux, Casterman, 2001 ; et rééd.
- La Très Vieille Légende sans poussière du coin du balai, Casterman, 2001
- Autoportrait, éditions Esperluète, 2002
- Drôle de numéros, Duculot, 2002
- La Princesse au petit poids, Casterman, 2003
- Albert récupère, Casterman, 2003
- Et trois corneilles[31]..., Casterman, 2003  (ISBN 2-203-55201-8) —  Prix Baobab 2003[9]
- Lundi, Casterman, 2004 « Liste d'honneur » catégorie Illustration, de l'Union internationale pour les livres de jeunesse 2006[10] -  « Bibliothèque idéale » du Centre national de la littérature pour la jeunesse (BnF)[20]
- Par-delà les nuages, Éditions de l'An 2, 2004
- L'Idiot , Éditions de l'An 2, 2005 - bande dessinée, avec un court métrage d'animation en DVD L'Idiot, autrice, réalisatrice et animatrice Anne Herbauts, coréalisé avec Raphaël Balboni.
- Silencio, Casterman, 2005
- La Lettre, Casterman, 2005 - avec un court métrage d'animation en DVD, Et Jean s'est perdu dans ses pensées..., auteure, réalisatrice et animatrice Anne Herbauts, coréalisé avec Raphaël Balboni.
- Petites météorologies, Casterman, 2006  Prix Pitchou 2007[9] -  « Bibliothèque idéale » du Centre national de la littérature pour la jeunesse (BnF)[20]
- Sans début ni fin, petite parabole, éditions Esperluète, 2008
- De temps en temps[32], éditions Esperluète, 2006
- Les Moindres Petites Choses, Casterman, 2008  Prix Libbylit 2009[9] -  Grand prix de l'illustration 2009[22]
- La Galette et la grande ourse,[33], Casterman, 2009
- Chat perché : ...petit ouvrage de grand coloriage, Casterman, 2009 (album à colorier).

#### Années 2010
- De quelle couleur est le vent ?[11], Casterman, 2010  Prix Sorcières 2012[9]
- Toc, toc, toc, Casterman, 2011
- Theferless[34], Casterman, 2011
- Je t'aime tellement que..., Casterman, 2013
- Un jour Moineau, Casterman, 2014
- L'Histoire du géant, éditions Esperluète, 2015
- Sous la montagne, Casterman, 2015
- Broutille[23], Casterman, 2016
- Une histoire grande comme la main[24], les Albums Casterman, 2018
- Les Koalas ne lisent pas de livres ; Les grizzlis ne dorment qu'en hiver[35], Esperluète, 2018
- Il va pleuvoir[25], Casterman, 2018
- Je ne suis pas un oiseau[26], Esperluète, 2019
- En coup de vent, Casterman, 2019  (ISBN 9782203181182).

#### Années 2020
Série Matin Minet, Pastel
1. Le point du jour[27], 2019
2. Les Cailloux, 2020
3. À l'intérieur, 2021
4. Grandeur Nature, 2024  (ISBN 9782211338165)

- Ni l'un ni l'autre, Casterman, 2020  (ISBN 9782203207578)
- Quand Hadda reviendra-t-elle ?[13], Casterman, 2021

- Comment on fait les bébés ours, Esperluète éditions, 2021  (ISBN 9782359841398)
- Ma matriochka[36], Casterman, 2022  (ISBN 9782203236646)
- Miettes moineau ribouldingue[28], Esperluète, 2023  (ISBN 9782359841763) - livre-jeu.
- Mamie Manga[37], L'École des loisirs-Pastel, 2023  (ISBN 978-2-211-33183-8).
- Où il est question de main et de météore[29], Esperluète éditions, 2024  (ISBN 9782359841923)
- On a perdu Sacoche, Casterman, 2025  (ISBN 9782203222670).

### Autrice
- Le Canari de l'empereur, texte d'Anne Herbauts, illustrations de Katrin Stangl, éditions Esperluète, 2007.

### Illustratrice
- Quand tu seras petite, texte de Stéphan Lévy-Kuentz, Casterman, 1999
- Alice au pays des merveilles, texte de Lewis Carroll, traduction d'Anne Herbauts et Isabelle Herbauts[19], Casterman, 2002
- Le Maitre chat ou le chat Botté, texte de Charles Perrault, éditions Milan, 2002
- La Petite Sœur de Kafka[5], texte de François David, éditions Esperluète, 2004
- Amanda Chocolat, texte de Bernard Friot[19], éditions Milan, 2004 ; et rééd.
- À moitié, texte de Bernard Friot, La Martinière jeunesse, 2007
- Ici Londres, sur une idée originale de Vincent Cuvellier ; texte deVincent Cuvellier ; dossier historique Aurélie Luneau ; musique Olivier Mellano, éd. du Rouergue, 2009 - album accompagné d'un CD  "Mention" Prix Fiction, Foire du livre de jeunesse de Bologne 2010[8]
- Petits poèmes pour y aller, texte de Carl Norac, L'École des loisirs-Pastel, 2022.

### Bande dessinée
- Cardiogramme[12], Éditions de l'An 2, coll. « Traits féminins », Angoulême, novembre 2002
Scénario et dessin : Anne Herbauts - Couleurs : noir et blanc -  (ISBN 2-84856-001-0),Trophée des labels indépendants[38].

### Collectifs
- Revue Cuistax no 12[39], avec Yacine.

### Entretiens
- Anne Herbauts, la tête dans la haie, dialogue avec Frédérique Dolphijn, Éditions Esperluète, 2019.

## Films d'animation
- Et Jean s'est perdu dans ses pensées..., auteure, réalisatrice et animatrice Anne Herbauts, coréalisé avec Raphaël Balboni, compositeur Benoît Fromentin, DVD (8 min 18 s) (vendu avec son album La Lettre, Casterman, 2005)
- L'Idiot, autrice, réalisatrice et animatrice Anne Herbauts, coréalisé avec Raphaël Balboni, compositeur Benoît Fromentin, DVD (10 min 15 s) (vendu avec son album de bande dessinée L'Idiot, éditions de l'An 2, 2005)

## Adaptation de son œuvre
En 2012, son album La Princesse au petit poids est adapté au théâtre par Nathalie Bensard avec la Compagnie La Rousse.

#### Livres
: document utilisé comme source pour la rédaction de cet article.
- Jacques Fiérain, « Herbauts, Anne », dans La BD à Bruxelles et en Brabant, Charleroi, Éd. l'Âge d'or, avril 2003, 144 p., ill. ; 31 cm (ISBN 9782960119664 et 2960119665, OCLC 470388171, présentation en ligne), p. 72
- Pascale Eben et Karine Magis, Répertoire des auteurs et illustrateurs de livres pour l'enfance et la jeunesse en Wallonie et à Bruxelles, Bruxelles, Wallonie-Bruxelles International, 2014, 192 p., ill. ; 26 cm (ISBN 9782930758008 et 2930758007, OCLC 944278134, lire en ligne), p. 101. .

### Vidéographie
- [vidéo] « Anne Herbauts, vous avez dit poésie ? », sur YouTube
- [vidéo] « Du bout des doigts : aNNe Herbauts », sur YouTube
- [vidéo] « LCR - Anne Herbauts », sur YouTube, 9 avril 2025, émission de télévision présentée par David Courier, diffusée sur BX1.